# Philipp Scharwenka

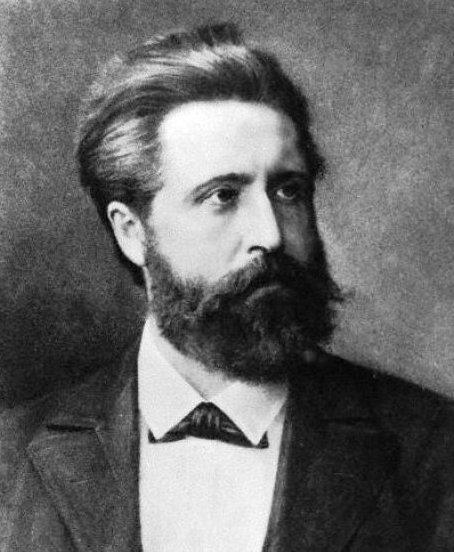
Philipp Scharwenka

(Ludwig) Philipp Scharwenka (Szamotuły , (toen Samter), bij Poznań (toen Posen), 16 februari 1847 - Bad Nauheim, 16 juli 1917) was een Duitse componist en muziekpedagoog van Pools-Tsjechische afkomst. Hij is de broer van componist en muziekpedagoog Xaver Scharwenka.
Aan Philipp en Xaver is in Bad Saarow het Scharwenka Kulturforum gewijd, een cultureel centrum, archief en museum waar aandacht wordt besteed aan hun werk en leven.

## Levensloop
Net als zijn broer kreeg Scharwenka zijn eerste muzieklessen fragmentarisch in zijn geboortestad. Nadat hij het gymnasium had voltooid (1865) studeerde hij met zijn broer muziektheorie bij Richard Wüerst en Heinrich Dorn aan de Neue Akademie der Tonkunst in Berlijn. In 1868 kon hij daar een betrekking als docent theorie en compositie krijgen. In 1874 trad hij met een symfonie en een ouverture naar voren als componist. Bij het door zijn broer opgerichte Scharwenka-Konservatorium nam hij in 1881 de leiding van de theorie- en compositieafdeling op zich. In 1892 nam hij in Berlijn de leiding op zich van het daar gevestigde conservatorium. In 1893 werd de pianoschool van Karl Klindworth met het Scharwenka-Konservatorium samengevoegd tot het Klindworth-Scharwenka-conservatorium waarvan Scharwenka directeur werd. Tot zijn dood in 1917 vervulde hij deze functie. Onder de afgestudeerde leerlingen aan dit instituut zijn Oskar Fried en Otto Klemperer.

## Composities
Scharwenka zag zichzelf eerst als componist en daarna als muziekleraar. Tijdens zijn leven genoten zijn composities aanzien. Hij componeerde drie symfonieën, symfonische gedichten, een vioolconcert en verscheidene solo-pianowerken. In tegenstelling tot het werk van zijn broer Xaver is Philipps muziek duisterder, introverter en somberder. In zijn orkestwerken laat hij zich beïnvloeden door Franz Liszt en Richard Wagner. Tijdens zijn leven werd Scharwenka's muziek regelmatig uitgevoerd, orkestwerken onder andere door dirigenten als Arthur Nikisch en Anton Seidel. Naast componist gold Philipp als cartoonist.

## Registraties
Het Zweedse platenlabel Sterling bracht meerdere orkestwerken van Scharwenka op CD uit: 2 Polnische Volkstänze op.20; Liebesnacht, Fantasiestück op.40; Wald- und Berggeister, intermezzo op.37, Dramatische Fantasie für Orchester op. 108, Frühlingswogen op.87 en de Arkadische Suite 76.